# 蛇島駅
蛇島駅（サドえき）は朝鮮民主主義人民共和国両江道白岩郡に位置する朝鮮民主主義人民共和国鉄道省白頭山青年線の駅である。